# 알렉산더 대왕 (영화)
알렉산더 대왕(Alexander The Great)은 스페인에서 제작된 마이클 포롱 감독의 1956년 드라마 영화이다. 리차드 버튼 등이 주연으로 출연하였고 로버트 로센 등이 제작에 참여하였다.ㅂ

## 출연

### 주연
- 리차드 버튼

### 조연
- 프레드릭 마치
- 클레어 블룸
- 베리 존스
- 해리 앤드류즈
- 스탠리 베이커
- 니올 맥긴스

## 제작진
- 의상: 데이빗 폴크스

## 같이 보기
- 유나이티드 아티스츠의 영화 목록